# Großer Preis von Kanada 2006
Der Große Preis von Kanada 2006 (offiziell Formula 1 Grand Prix du Canada 2006) fand am 25. Juni auf dem Circuit Gilles-Villeneuve in Montreal statt und war das neunte Rennen der Formel-1-Weltmeisterschaft 2006.

## Bericht

### Hintergrund
Nach dem Großen Preis von Großbritannien führte Fernando Alonso in der Fahrerwertung mit 23 Punkten vor Michael Schumacher und mit 41 Punkten vor Kimi Räikkonen. In der Konstrukteurswertung führte Renault mit 31 Punkten vor Ferrari und mit 58 Punkten vor McLaren-Mercedes.
Mit Michael Schumacher (siebenmal), Ralf Schumacher und Räikkönen (jeweils einmal) traten drei ehemalige Sieger zu diesem Grand Prix an.

### Training
Die letzten sechs Teams der Konstrukteursmeisterschaft 2005 waren berechtigt am Freitag im freien Training ein drittes Auto einzusetzen, selbiges galt für das neue elfte Team Super Aguri. Diese Fahrer fuhren am Freitag, traten aber weder im Qualifying noch im Rennen an. Alexander Wurz (Williams), Anthony Davidson (Honda), Robert Doornbos (Red Bull), Robert Kubica (BMW Sauber), Giorgio Mondini (Spyker), Neel Jani (Toro Rosso) und Sakon Yamamoto (Super Aguri) nahmen in dieser Funktion an den Freitagstrainings teil.
Im ersten freien Training fuhr Kubica mit 1:16,390 Minuten die schnellste Runde, gefolgt von Davidson und Wurz.
Im zweiten freien Training fuhr erneut Kubica die schnellste Runde (1:16,965 Minuten) vor Alonso und Wurz.
Im dritten freien Training platzierte sich dann Alonso mit 1:14,455 Minuten vorne. Zweiter wurde Giancarlo Fisichella, Dritter Jacques Villeneuve.

### Qualifying
Das Qualifying wurde in drei Qualifikationsabschnitten ausgetragen. In den beiden ersten schieden die jeweils sechs langsamsten Fahrer aus, im letzten wurde um die Pole-Position gefahren.
Alonso dominierte erneut alle drei Abschnitte und sicherte sich somit auch folgerichtig seine 14. Pole-Position. Sein Teamkollege Fisichella folgte ihm auf Platz zwei, Räikkönen auf Platz drei.
Im ersten Qualifikationsabschnitt (Q1) schieden Mark Webber, Scott Speed, die beiden Midland und die beiden Super Aguri aus.
Im zweiten Qualifikationsabschnitt (Q2) schieden dann die beiden BMW Sauber, die beiden Red Bull, Ralf Schumacher und Vitantonio Liuzzi aus.

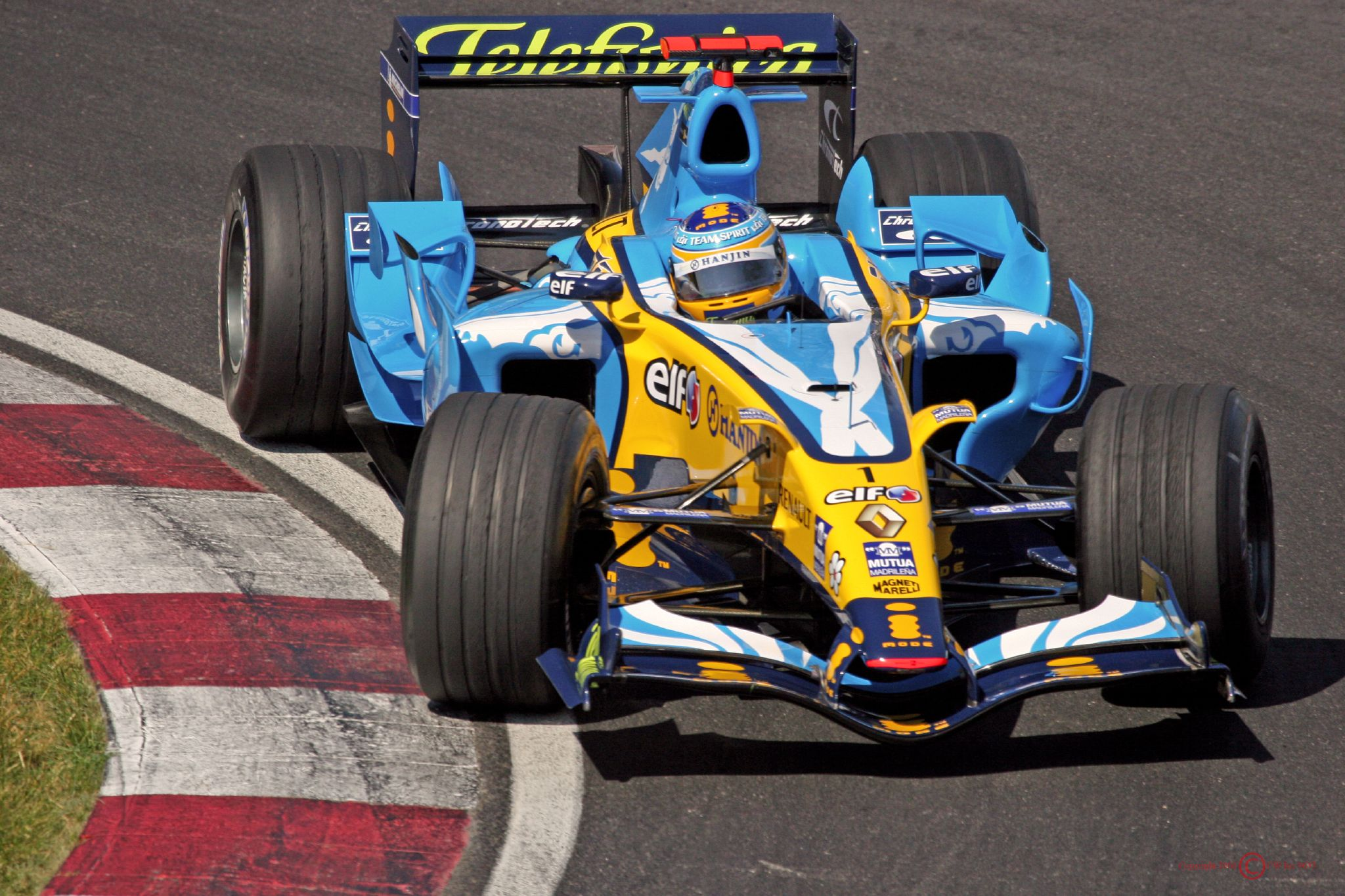
Fernando Alonso während seiner Pole-Position-Runde

### Rennen
Zu Beginn des Rennens wurde erwartet, dass die beiden Renault in vorne weg fahren würden, allerdings unterlief Fisichella ein Frühstart, was später im Rennen eine Durchfahrtsstrafe nach sich zog. 
Die erste Runde war geprägt von einer Kollision der Midland-Autos in einer engen Haarnadelkurve, Christijan Albers schied aus dem Rennen aus und Tiago Monteiro musste an die Box, um den Schaden zu reparieren. In der zweiten Runde griff Juan Pablo Montoya, der viel schneller als Nico Rosberg war, den Deutschen in jeder Kurve an und versuchte ihn zu überholen. Dieser Kampf endete jedoch mit einem Unfall zu Beginn der zweiten Runde, was dazu führte, dass Rosberg aufgab und Montoya nach dem Boxenstopp versuchte, noch einige Zeit im Rennen zu bleiben, schied aber schließlich in Runde 14 aus. Dieser Vorfall brachte das Safety-Car auf die Strecke. Michael Schumacher blieb weite Teile des Rennens hinter Trulli hängen, bevor es ihm schließlich gelang, ihn zu überholen. Alonso hatte zu diesem Zeitpunkt bereits einen beträchtlichen Vorsprung herausgefahren.
Von der ersten Runde an griff Räikkönen im ersten Streckenabschnitt Alonso immer wieder an der Spitze an, überholte ihn dann auch und legte eine Runde später einen Boxenstopp ein. Doch bei seinem Boxenstopp gab es Probleme mit dem rechten Hinterrad. Als der Finne auf die Strecke zurückkehrte, sortierte er sich hinter Alonso wieder ein. Tatsächlich würde sich die zweite Runde der Stopps für Räikkönen als noch katastrophaler erweisen, da er sich nicht nur auf seiner In-Lap drehte, sondern auch eine Anti-Stall-Problem hatte, als er versuchte, die Boxengasse zu verlassen.
Wenige Runden vor Schluss kam das Safety-Car zum zweiten Mal aus als Jacques Villeneuve aufgrund eines Bremsversagens in die Mauer krachte. Dies war Villeneuves letzter F1-Start auf der nach seinem Vater benannten Rennstrecke. Schließlich, nach dem Restart in Runde 60, konnte Michael Schumacher als Dritter auf Räikkonen aufschließen und ihn in Runde 69 aufgrund eines Fehlers von Räikkönen überholen.

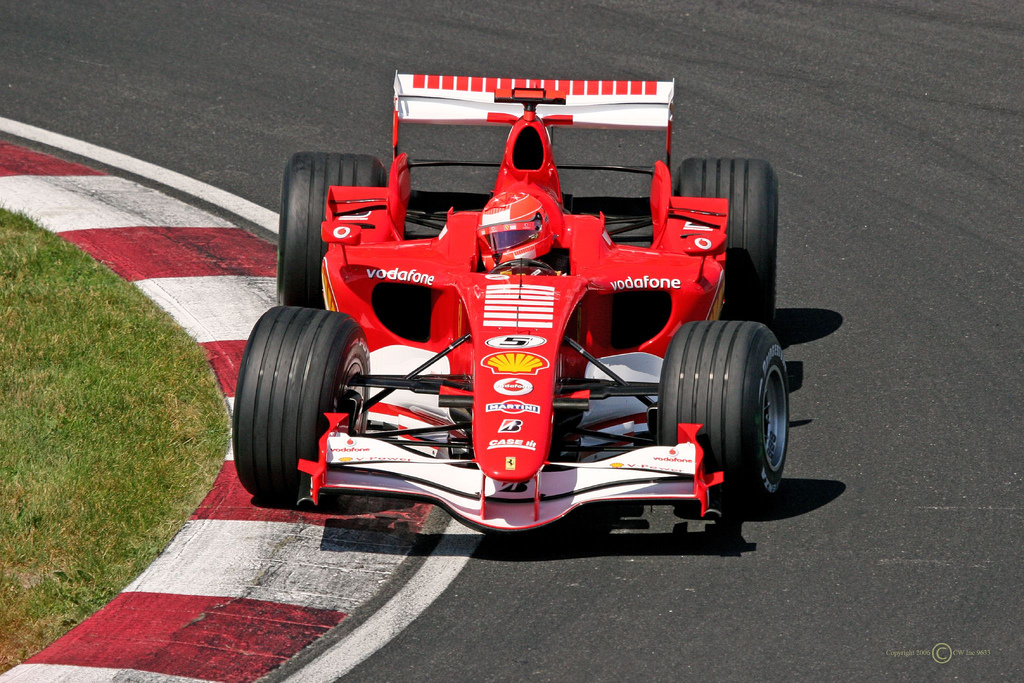
Michael Schumacher im Qualifying

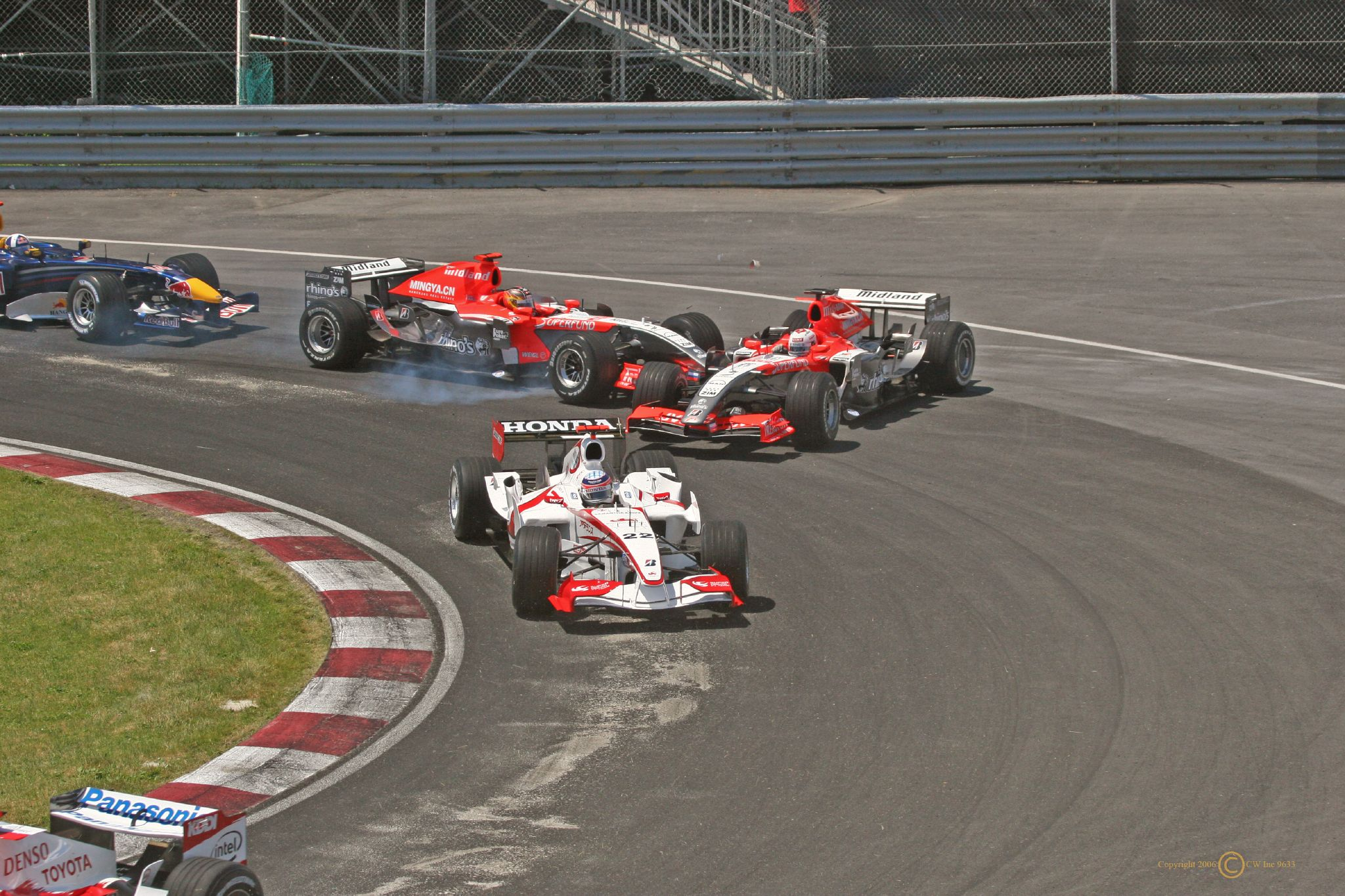
Die beiden Midland-Fahrer Christijan Albers und Tiago Monteiro kollidieren in der ersten Runde

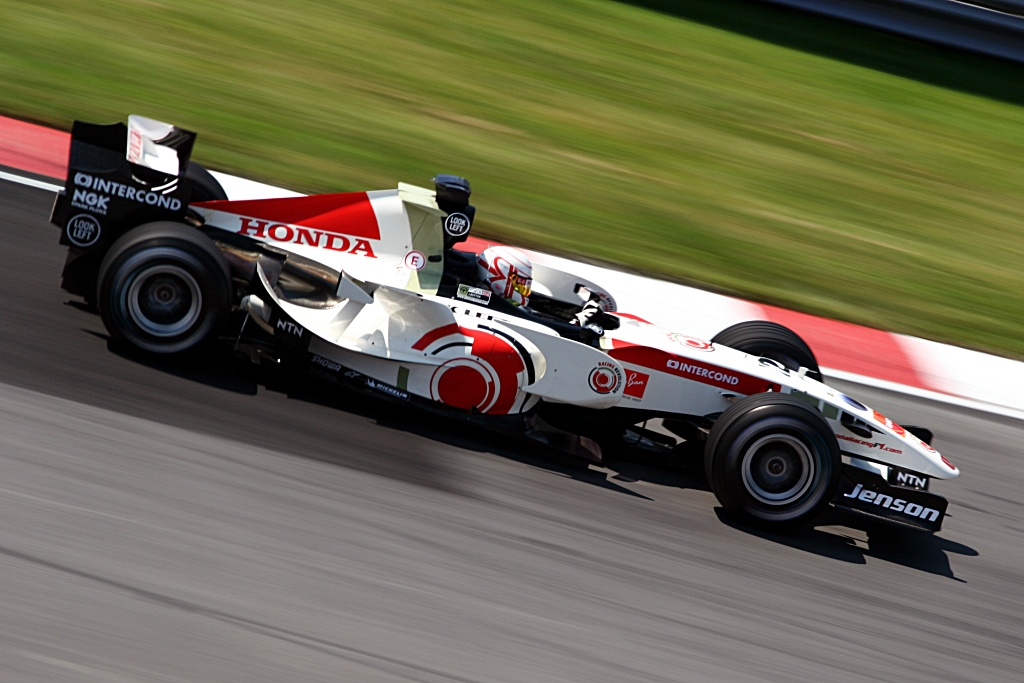
Jenson Button während des Rennens

Alonso gewann das Rennen schlussendlich knapp vor Michael Schumacher und Räikkönen. Die restlichen Punkteplatzierungen belegten Fisichella, Felipe Massa, Jarno Trulli, Nick Heidfeld und David Coulthard.

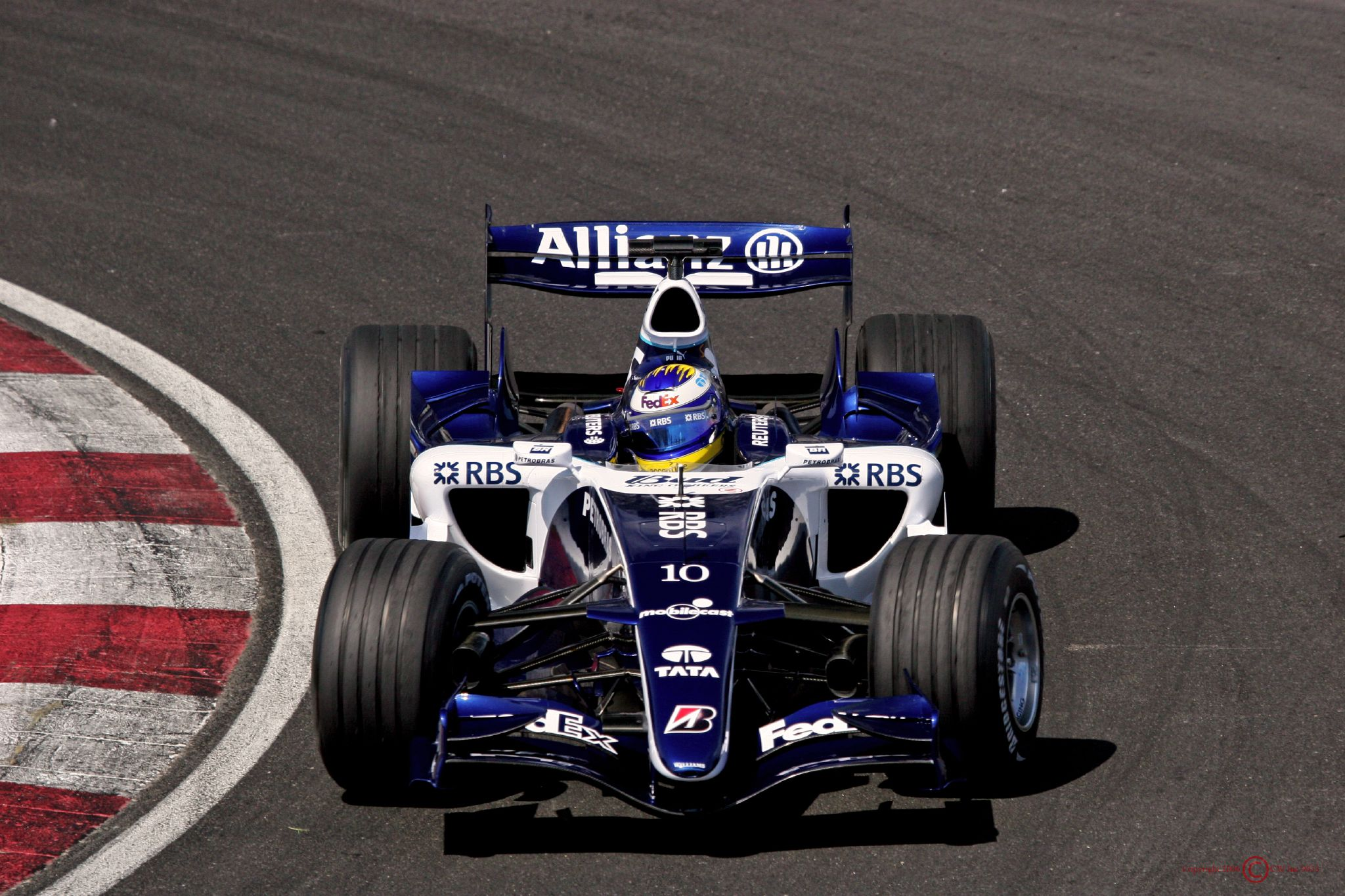
Nico Rosberg musste in der ersten Runde bereits aufgeben

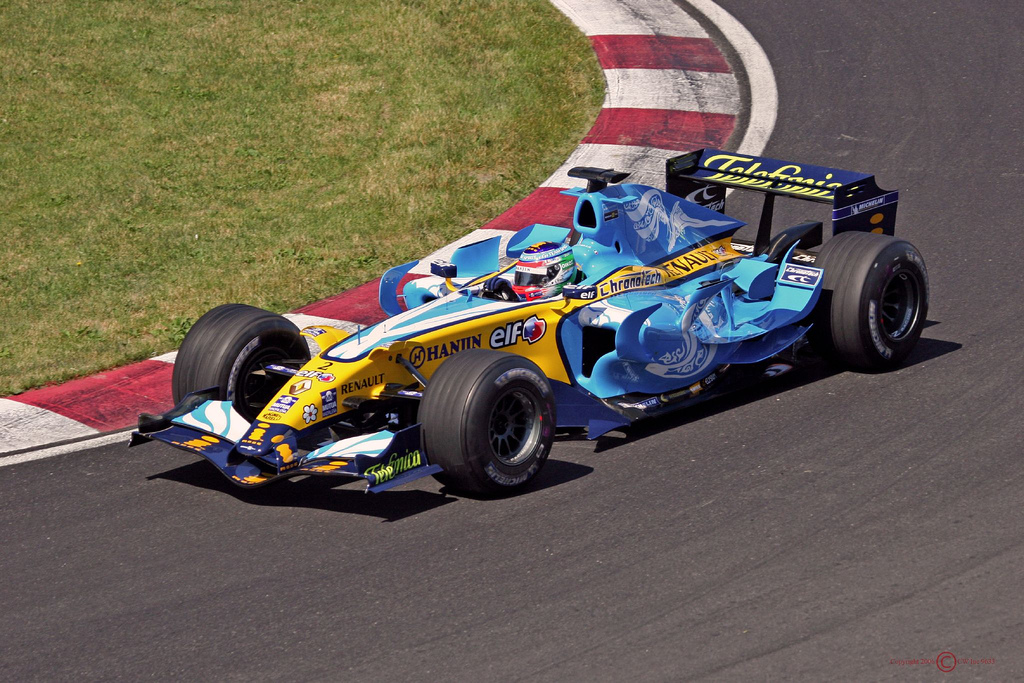
Giancarlo Fisichella beendete das Rennen nach einer Durchfahrtsstrafe auf dem vierten Platz

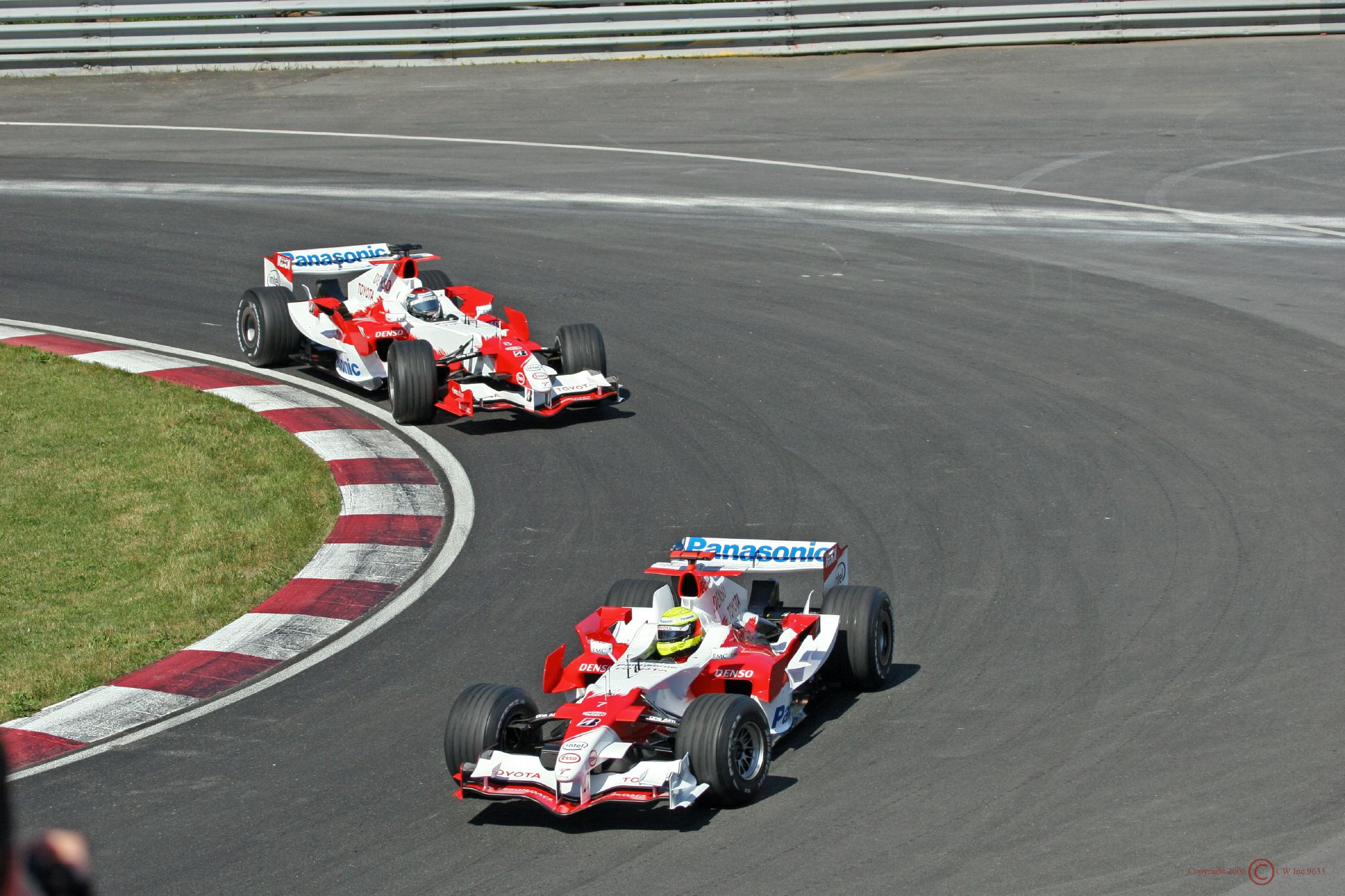
Die beiden Toyota-Piloten Ralf Schumacher (vorne) und Jarno Trulli während des Rennens

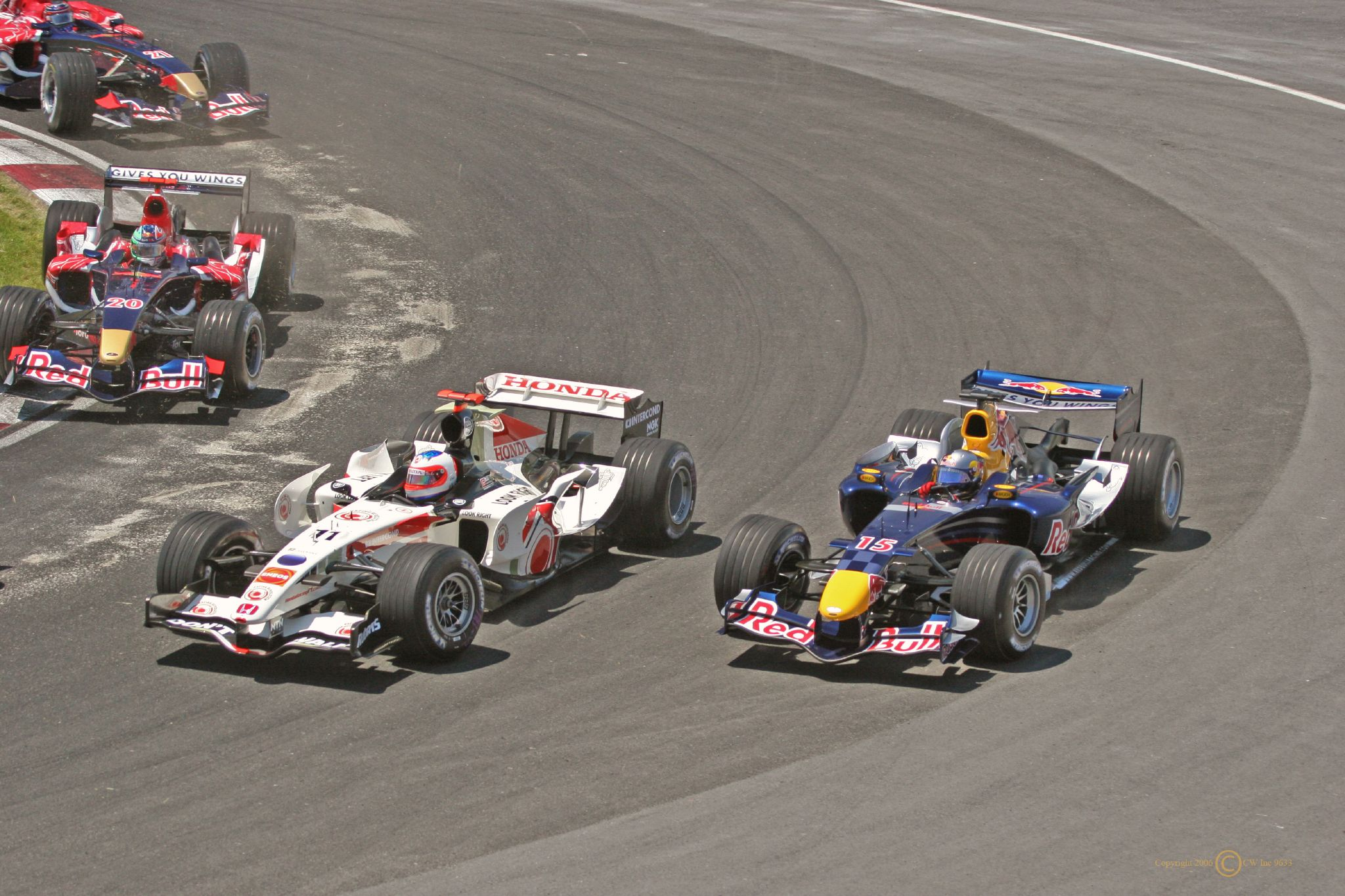
Rubens Barrichello und Christian Klien im Zweikampf

Sowohl in der Fahrer- als auch in der Konstrukteurswertung blieben die ersten drei Positionen unverändert.

## Meldeliste
| Team                              | Nr. | Fahrer               | Chassis          | Motor                | Reifen |
| --------------------------------- | --- | -------------------- | ---------------- | -------------------- | ------ |
| Mild Seven Renault F1 Team        | 01  | Fernando Alonso      | Renault R26      | Renault 2.4 V8       | M      |
| Mild Seven Renault F1 Team        | 02  | Giancarlo Fisichella | Renault R26      | Renault 2.4 V8       | M      |
| Team McLaren Mercedes             | 03  | Kimi Räikkönen       | McLaren MP4-21   | Mercedes-Benz 2.4 V8 | M      |
| Team McLaren Mercedes             | 04  | Juan Pablo Montoya   | McLaren MP4-21   | Mercedes-Benz 2.4 V8 | M      |
| Scuderia Ferrari Marlboro         | 05  | Michael Schumacher   | Ferrari 248 F1   | Ferrari 2.4 V8       | B      |
| Scuderia Ferrari Marlboro         | 06  | Felipe Massa         | Ferrari 248 F1   | Ferrari 2.4 V8       | B      |
| Panasonic Toyota Racing           | 07  | Ralf Schumacher      | Toyota TF106B    | Toyota 2.4 V8        | B      |
| Panasonic Toyota Racing           | 08  | Jarno Trulli         | Toyota TF106B    | Toyota 2.4 V8        | B      |
| Williams F1 Team                  | 09  | Mark Webber          | Williams FW28    | Cosworth 2.4 V8      | B      |
| Williams F1 Team                  | 10  | Nico Rosberg         | Williams FW28    | Cosworth 2.4 V8      | B      |
| Williams F1 Team                  | 35  | Alexander Wurz       | Williams FW28    | Cosworth 2.4 V8      | B      |
| Lucky Strike Honda Racing F1 Team | 11  | Rubens Barrichello   | Honda RA106      | Honda 2.4 V8         | M      |
| Lucky Strike Honda Racing F1 Team | 12  | Jenson Button        | Honda RA106      | Honda 2.4 V8         | M      |
| Lucky Strike Honda Racing F1 Team | 36  | Anthony Davidson     | Honda RA106      | Honda 2.4 V8         | M      |
| Red Bull Racing                   | 14  | David Coulthard      | Red Bull RB2     | Ferrari 2.4 V8       | M      |
| Red Bull Racing                   | 15  | Christian Klien      | Red Bull RB2     | Ferrari 2.4 V8       | M      |
| Red Bull Racing                   | 37  | Robert Doornbos      | Red Bull RB2     | Ferrari 2.4 V8       | M      |
| BMW Sauber F1 Team                | 16  | Nick Heidfeld        | BMW Sauber F1.06 | BMW 2.4 V8           | M      |
| BMW Sauber F1 Team                | 17  | Jacques Villeneuve   | BMW Sauber F1.06 | BMW 2.4 V8           | M      |
| BMW Sauber F1 Team                | 38  | Robert Kubica        | BMW Sauber F1.06 | BMW 2.4 V8           | M      |
| Spyker MF1 Team                   | 18  | Tiago Monteiro       | Midland M16      | Toyota 2.4 V8        | B      |
| Spyker MF1 Team                   | 19  | Christijan Albers    | Midland M16      | Toyota 2.4 V8        | B      |
| Spyker MF1 Team                   | 39  | Giorgio Mondini      | Midland M16      | Toyota 2.4 V8        | B      |
| Scuderia Toro Rosso               | 20  | Vitantonio Liuzzi    | Toro Rosso STR1  | Cosworth 3.0 V10     | M      |
| Scuderia Toro Rosso               | 21  | Scott Speed          | Toro Rosso STR1  | Cosworth 3.0 V10     | M      |
| Scuderia Toro Rosso               | 40  | Neel Jani            | Toro Rosso STR1  | Cosworth 3.0 V10     | M      |
| Super Aguri Formula 1             | 22  | Takuma Satō          | Super Aguri SA06 | Honda 2.4 V8         | B      |
| Super Aguri Formula 1             | 23  | Franck Montagny      | Super Aguri SA06 | Honda 2.4 V8         | B      |
| Super Aguri Formula 1             | 41  | Sakon Yamamoto       | Super Aguri SA06 | Honda 2.4 V8         | B      |

Anmerkungen
1. 1 2 3 4 5 6 7  Nahm nur an den Freitagstrainings teil.

## Klassifikationen

### Qualifying
| Pos. | Fahrer               | Konstrukteur        | Q1       | Q2       | Q3       | Start |
| ---- | -------------------- | ------------------- | -------- | -------- | -------- | ----- |
| 01   | Fernando Alonso      | Renault             | 1:15,350 | 1:14,726 | 1:14,942 | 01    |
| 02   | Giancarlo Fisichella | Renault             | 1:15,917 | 1:15,295 | 1:15,178 | 02    |
| 03   | Kimi Räikkönen       | McLaren-Mercedes    | 1:15,376 | 1:15,273 | 1:15,386 | 03    |
| 04   | Jarno Trulli         | Toyota              | 1:16,455 | 1:15,506 | 1:15,968 | 04    |
| 05   | Michael Schumacher   | Ferrari             | 1:15,716 | 1:15,139 | 1:15,986 | 05    |
| 06   | Nico Rosberg         | Williams-Cosworth   | 1:16,404 | 1:15,269 | 1:16,012 | 06    |
| 07   | Juan Pablo Montoya   | McLaren-Mercedes    | 1:16,251 | 1:15,253 | 1:16,228 | 07    |
| 08   | Jenson Button        | Honda               | 1:16,594 | 1:15,814 | 1:16,608 | 08    |
| 09   | Rubens Barrichello   | Honda               | 1:16,735 | 1:15,601 | 1:16,912 | 09    |
| 10   | Felipe Massa         | Ferrari             | 1:16,259 | 1:15,555 | 1:17,209 | 10    |
| 11   | Jacques Villeneuve   | BMW Sauber          | 1:16,493 | 1:15,832 | –        | 11    |
| 12   | Christian Klien      | Red Bull-Ferrari    | 1:16,585 | 1:15,833 | –        | 12    |
| 13   | Nick Heidfeld        | BMW Sauber          | 1:15,906 | 1:15,885 | –        | 13    |
| 14   | Ralf Schumacher      | Toyota              | 1:16,702 | 1:15,888 | –        | 14    |
| 15   | Vitantonio Liuzzi    | Toro Rosso-Cosworth | 1:16,581 | 1:16,116 | –        | 15    |
| 16   | David Coulthard      | Red Bull-Ferrari    | 1:16,514 | 1:16,301 | –        | 22    |
| 17   | Mark Webber          | Williams-Cosworth   | 1:16,985 | –        | –        | 16    |
| 18   | Scott Speed          | Toro Rosso-Cosworth | 1:17,016 | –        | –        | 17    |
| 19   | Tiago Monteiro       | MF1 Racing          | 1:17,121 | –        | –        | 18    |
| 20   | Christijan Albers    | MF1 Racing          | 1:17,140 | –        | –        | 19    |
| 21   | Takuma Satō          | Super Aguri-Honda   | 1:19,088 | –        | –        | 20    |
| 22   | Franck Montagny      | Super Aguri-Honda   | 1:19,152 | –        | –        | 21    |

Anmerkungen
1. ↑  Coulthard erhielt aufgrund eines Motorenwechsels eine Startplatzstrafe von zehn Plätzen.

### Rennen
| Pos. | Fahrer               | Konstrukteur        | Runden | Stopps | Zeit        | Start | Schnellste Runde |
| ---- | -------------------- | ------------------- | ------ | ------ | ----------- | ----- | ---------------- |
| 01   | Fernando Alonso      | Renault             | 70     | 2      | 1:34:37,308 | 01    | 1:15,911 (22.)   |
| 02   | Michael Schumacher   | Ferrari             | 70     | 2      | + 2,111     | 05    | 1:15,993 (68.)   |
| 03   | Kimi Räikkönen       | McLaren-Mercedes    | 70     | 2      | + 8,813     | 03    | 1:15,841 (22.)   |
| 04   | Giancarlo Fisichella | Renault             | 70     | 3      | + 15,679    | 02    | 1:16,669 (49.)   |
| 05   | Felipe Massa         | Ferrari             | 70     | 1      | + 25,172    | 10    | 1:17,308 (31.)   |
| 06   | Jarno Trulli         | Toyota              | 69     | 2      | + 1 Runde   | 04    | 1:17,503 (15.)   |
| 07   | Nick Heidfeld        | BMW Sauber          | 69     | 2      | + 1 Runde   | 13    | 1:17,454 (52.)   |
| 08   | David Coulthard      | Red Bull-Ferrari    | 69     | 2      | + 1 Runde   | 22    | 1:17,619 (39.)   |
| 09   | Jenson Button        | Honda               | 69     | 2      | + 1 Runde   | 08    | 1:18,001 (21.)   |
| 10   | Scott Speed          | Toro Rosso-Cosworth | 69     | 2      | + 1 Runde   | 17    | 1:17,720 (52.)   |
| 11   | Christian Klien      | Red Bull-Ferrari    | 69     | 2      | + 1 Runde   | 12    | 1:17,576 (55.)   |
| 12   | Mark Webber          | Williams-Cosworth   | 69     | 2      | + 1 Runde   | 16    | 1:17,705 (17.)   |
| 13   | Vitantonio Liuzzi    | Toro Rosso-Cosworth | 68     | 3      | + 2 Runden  | 15    | 1:18,078 (50.)   |
| 14   | Tiago Monteiro       | MF1 Racing          | 66     | 3      | + 4 Runden  | 18    | 1:19,291 (05.)   |
| 15   | Takuma Satō          | Super Aguri-Honda   | 64     | 3      | + 6 Runden  | 20    | 1:20,490 (40.)   |
| –    | Ralf Schumacher      | Toyota              | 58     | 5      | DNF         | 14    | 1:18,793 (19.)   |
| –    | Jacques Villeneuve   | BMW Sauber          | 58     | 2      | DNF         | 11    | 1:17,394 (29.)   |
| –    | Juan Pablo Montoya   | McLaren-Mercedes    | 13     | 1      | DNF         | 07    | 1:18,493 (05.)   |
| –    | Rubens Barrichello   | Honda               | 11     | 0      | DNF         | 09    | 1:19,296 (10.)   |
| –    | Franck Montagny      | Super Aguri-Honda   | 2      | 1      | DNF         | 21    | 2:07,709 (02.)   |
| –    | Nico Rosberg         | Williams-Cosworth   | 1      | 0      | DNF         | 06    | –                |
| –    | Christijan Albers    | MF1 Racing          | 0      | 0      | DNF         | 19    | –                |

## WM-Stände nach dem Rennen
Die ersten acht des Rennens bekamen 10, 8, 6, 5, 4, 3, 2 bzw. 1 Punkt(e)

### Fahrerwertung
| Pos. | Fahrer               | Konstrukteur     | Punkte |
| ---- | -------------------- | ---------------- | ------ |
| 01   | Fernando Alonso      | Renault          | 84     |
| 02   | Michael Schumacher   | Ferrari          | 59     |
| 03   | Kimi Räikkönen       | McLaren-Mercedes | 39     |
| 04   | Giancarlo Fisichella | Renault          | 37     |
| 05   | Felipe Massa         | Ferrari          | 28     |
| 06   | Juan Pablo Montoya   | McLaren-Mercedes | 26     |
| 07   | Jenson Button        | Honda            | 16     |
| 08   | Rubens Barrichello   | Honda            | 13     |
| 09   | Nick Heidfeld        | BMW Sauber       | 12     |
| 10   | Ralf Schumacher      | Toyota           | 8      |
| 11   | David Coulthard      | Red Bull-Ferrari | 8      |
| 12   | Jacques Villeneuve   | BMW Sauber       | 7      |

| Pos. | Fahrer            | Konstrukteur        | Punkte |
| ---- | ----------------- | ------------------- | ------ |
| 13   | Mark Webber       | Williams-Cosworth   | 6      |
| 14   | Nico Rosberg      | Williams-Cosworth   | 4      |
| 15   | Jarno Trulli      | Toyota              | 3      |
| 16   | Christian Klien   | Red Bull-Ferrari    | 1      |
| 17   | Scott Speed       | Toro Rosso-Cosworth | 0      |
| 18   | Vitantonio Liuzzi | Toro Rosso-Cosworth | 0      |
| 19   | Christijan Albers | MF1 Racing          | 0      |
| 20   | Tiago Monteiro    | MF1 Racing          | 0      |
| 21   | Takuma Satō       | Super Aguri-Honda   | 0      |
| 22   | Yūji Ide          | Super Aguri-Honda   | 0      |
| 23   | Franck Montagny   | Super Aguri-Honda   | 0      |

### Konstrukteurswertung
| Pos. | Konstrukteur     | Punkte |
| ---- | ---------------- | ------ |
| 01   | Renault          | 121    |
| 02   | Ferrari          | 87     |
| 03   | McLaren-Mercedes | 65     |
| 04   | Honda            | 29     |
| 05   | BMW Sauber       | 19     |
| 06   | Toyota           | 11     |

| Pos. | Konstrukteur        | Punkte |
| ---- | ------------------- | ------ |
| 07   | Williams-Cosworth   | 10     |
| 08   | Red Bull-Ferrari    | 9      |
| 09   | Toro Rosso-Cosworth | 0      |
| 10   | MF1 Racing          | 0      |
| 11   | Super Aguri-Honda   | 0      |